# Михајло Стојановић
Михајло Стојановић (Београд, 11. мај 1977) је српски шаховски велемајстор.

## Шаховска каријера
Михајло Стојановић је титулу међународног мајстора стекао 1996. а титулу велемајстора 2007. године. 2005. добио је титулу ФИДЕ тренера. Био је тренер на више европских првенстава и шаховских олимпијада.
Победио је на Божићном турниру у Бановцима (2019). Победио је на другом турниру гран-при серије у убрзаном шаху у Београду (2024).